# Château de Surgères
Le château de Surgères est situé sur la rive droite de la Gères à Surgères en Charente-Maritime et constitue le cœur historique, culturel et touristique de la ville.
Ce vaste ensemble castral, édifié originellement au Moyen Âge, à la fin de la période carolingienne, comprend aujourd'hui un ensemble un peu disparate d'édifices datant du XIe siècle pour l'église et du XVIe siècle au XVIIIe siècle pour les bâtiments civils enserré derrière une ceinture de remparts et de tours datant de l'époque médiévale.
Liste des seigneurs de Surgères :
- famille Maingot de ? à 1345 ;
- famille de Clermont de 1345 à 1487 ;
- famille de Maumont de 1487 à ? ;
- famille de Fonsèque-Monterey ? à 1600 ;
- famille de La Rochefoucauld de 1600 à ?

## L'église Notre-Dame de Surgères
Ce remarquable édifice religieux est situé à l'intérieur de l'enceinte médiévale et offre une spectaculaire façade de 23 mètres de longueur ornée du pur style saintongeais roman.
Alors que cette magnifique façade menaçait ruine, elle a été sauvée d'une destruction certaine grâce à l'intervention énergique de Prosper Mérimée en 1841. Elle est depuis lors classée monument historique au même titre que les différents bâtiments civils situés à l'intérieur de l'enceinte fortifiée du château de Surgères.

## Les bâtiments civils du château
- Les remparts du XVIe siècle

La ceinture fortifiée du site castrale date de la fin du XVIe siècle et a un développement semi-circulaire de 600 mètres de longueur. Cette enceinte murale, entourée de douves à l'origine, est flanquée de vingt tours dissemblables et est inscrite comme monument historique depuis 1925. Avec la tour isolée dans les jardins de la mairie et la porte Renaissance, les remparts constituent les restes de l'ancien château.
- Le porche d'entrée du château[3].

Les fortifications, qui se développent selon une forme elliptique sur une longueur de 600 mètres, ont été édifiées au XIIe siècle à la suite de la construction du château médiéval qui était alors composé d’une vingtaine de tours rondes.
Cette enceinte était entourée de douves larges et profondes, mises en eau par le détournement de la Gères. La principale voie d’accès au château était alors constituée par le porche.

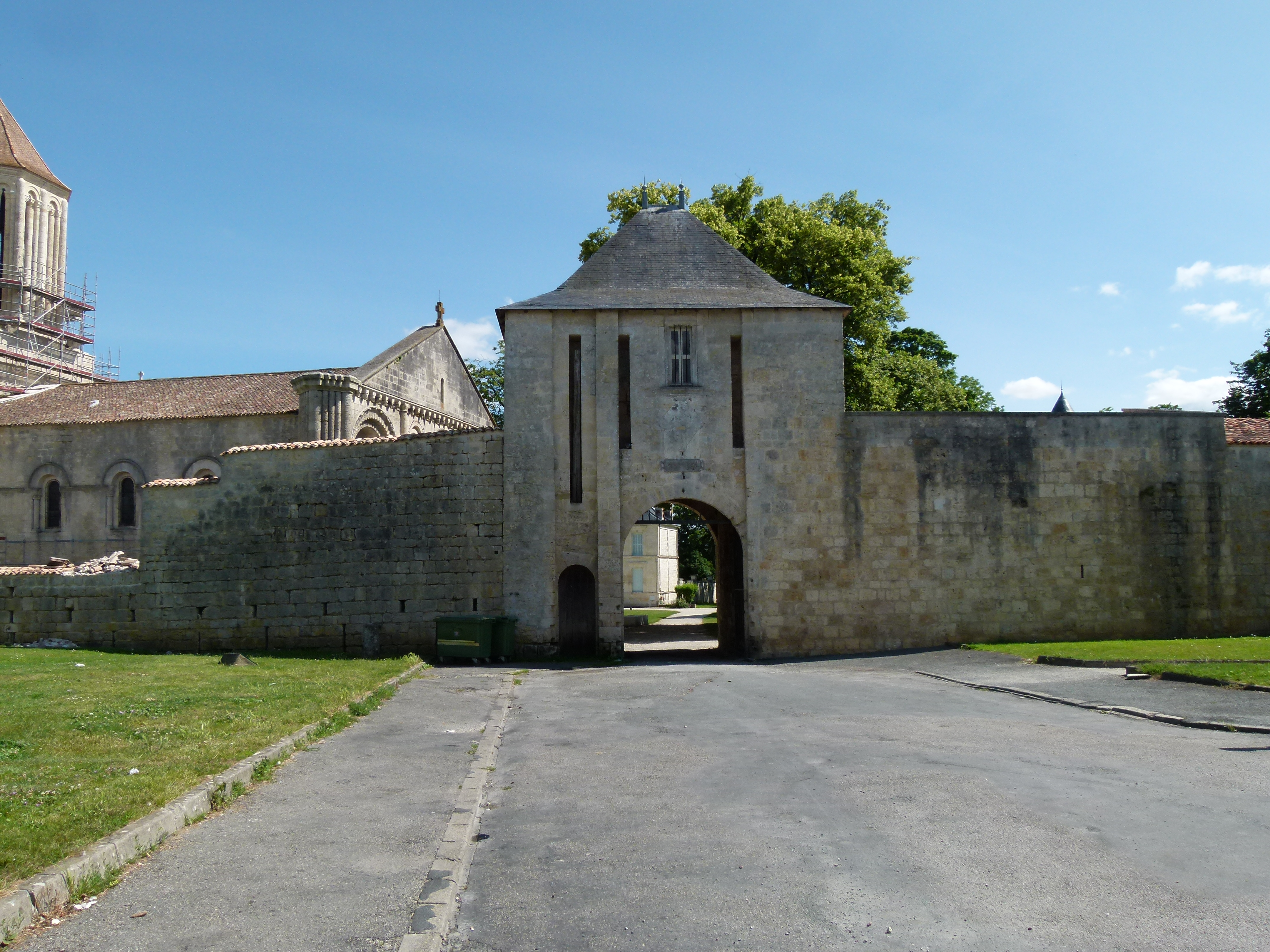
Le porche d'entrée donne directement accès au site du château de Surgères.

La porte cochère était flanquée d’un double pont levis dont il reste aujourd’hui les alvéoles verticales où venaient se loger les poutres de levage des tabliers des deux parties du pont. À gauche, un petit pont était relié à l’entrée piétonne. Cette entrée est aujourd’hui murée, mais possède toujours sa porte à gros clous datant sans doute du XVIe siècle.
Au-dessus de la porte cochère, un cartouche rectangulaire porte l’inscription latine « Charles de Fonsèque, Baron de Surgères, établit solidement ces murs nivelés au sol et tombés de vétusté – an de piété 1576 », et en dessous du cartouche, « 4e guerre civile ». Ces indications épigraphiques permettent ainsi de dater la dernière reconstruction à la fin de l’époque des guerres de religion.
Au-dessus du porche d’entrée est installé un corps de garde, lui-même coiffé d’une toiture à quatre pans d’ardoise.
À l'intérieur de l'enceinte médiévale mais avant la remarquable porte Renaissance, deux édifices de l'époque classique contrastent avec le bâti du Moyen Âge des remparts.
- L'ancienne intendance

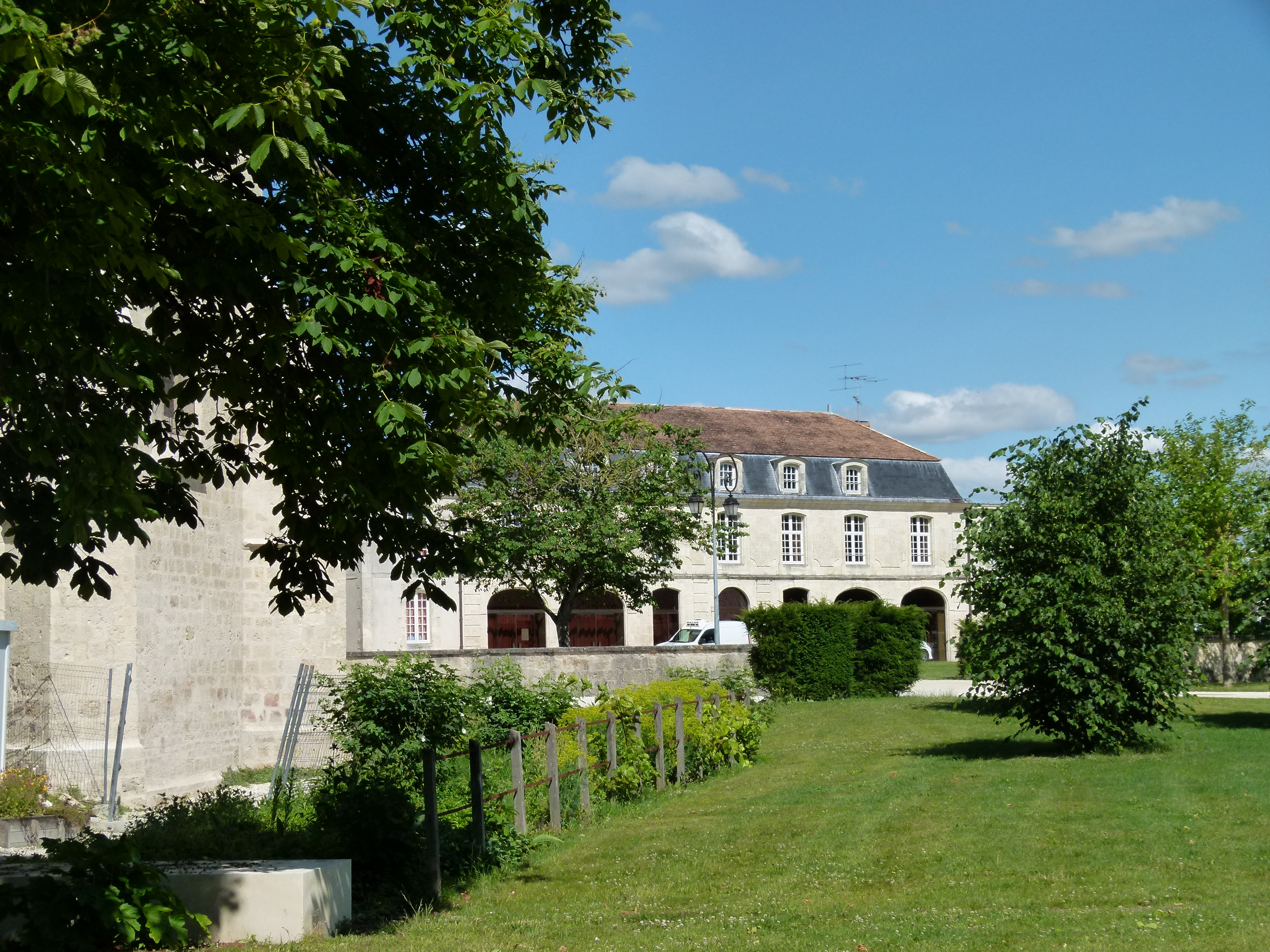
L’ancienne intendance

L'ancienne intendance dont la construction remonte aux XVIIe – XVIIIe siècles se situe à l'est du chevet de l'église Notre-Dame. Avec son toit mansardé couvert d'ardoises, cette belle construction en pierre de taille à bossage ne manque pas d'allure.
Également appelée la Demeure du Régisseur, elle est devenue un centre social et culturel de la ville, abritant également la Bibliothèque.
- L'ancien presbytère et la roseraie

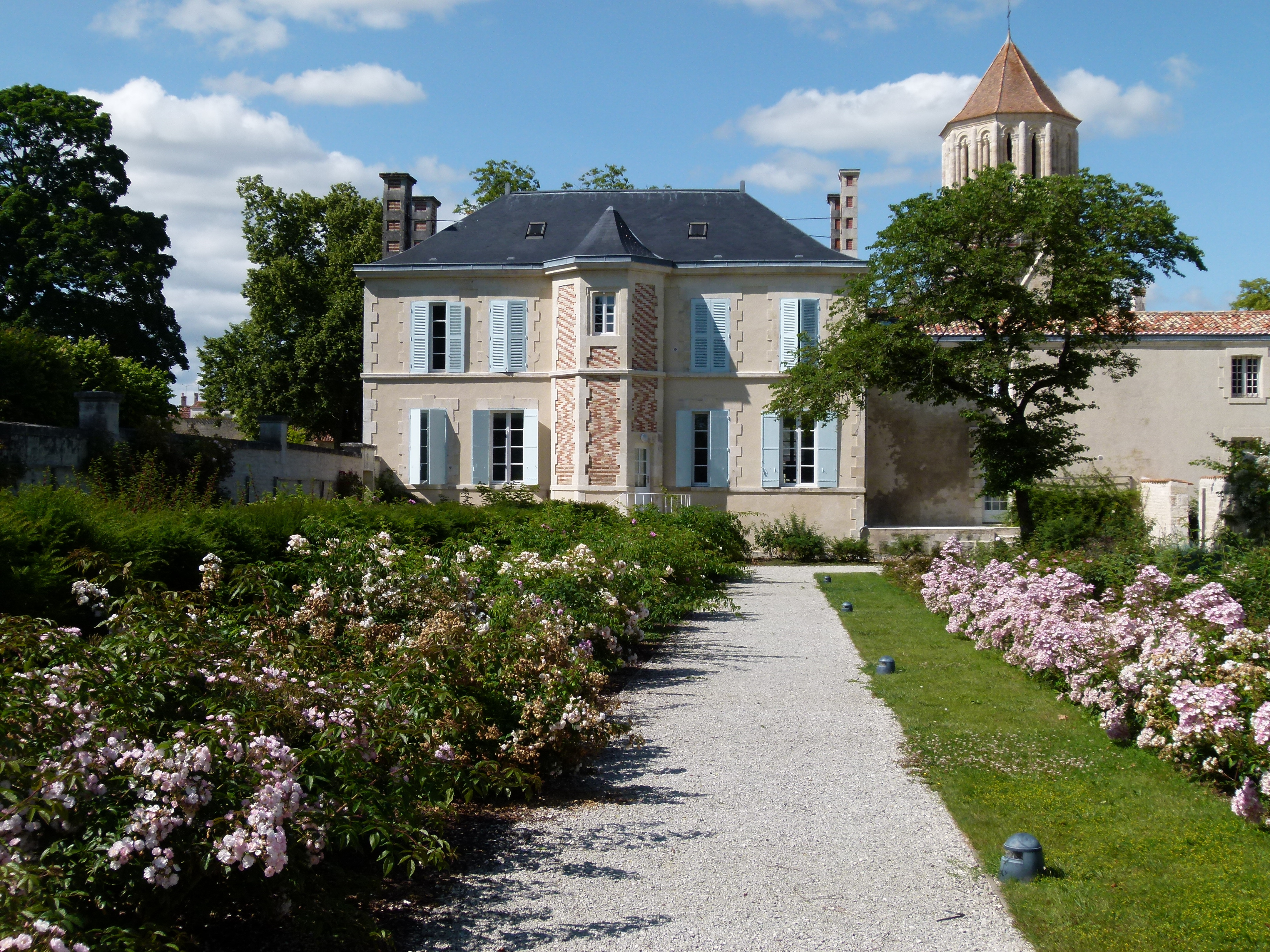
L'ancien presbytère - côté sud - et la roseraie sont situés dans l'enceinte médiévale du château de Surgères.

Ce bel édifice de l'époque classique, postérieur à la construction de l'Intendance, est l'ancien presbytère occupé dès 1801 par la municipalité, puis acheté en 1861. Aujourd'hui, il sert de centre social (pôle emploi, centre d'information pour la jeunesse) et est géré par la communauté de communes. À l'arrière de ce bel édifice à deux étages agrémenté d'une tour, une superbe roseraie a été plantée au début du XXIe siècle et contribue à varier les buts de promenade dans le vaste parc du château.
- La porte Renaissance[6].

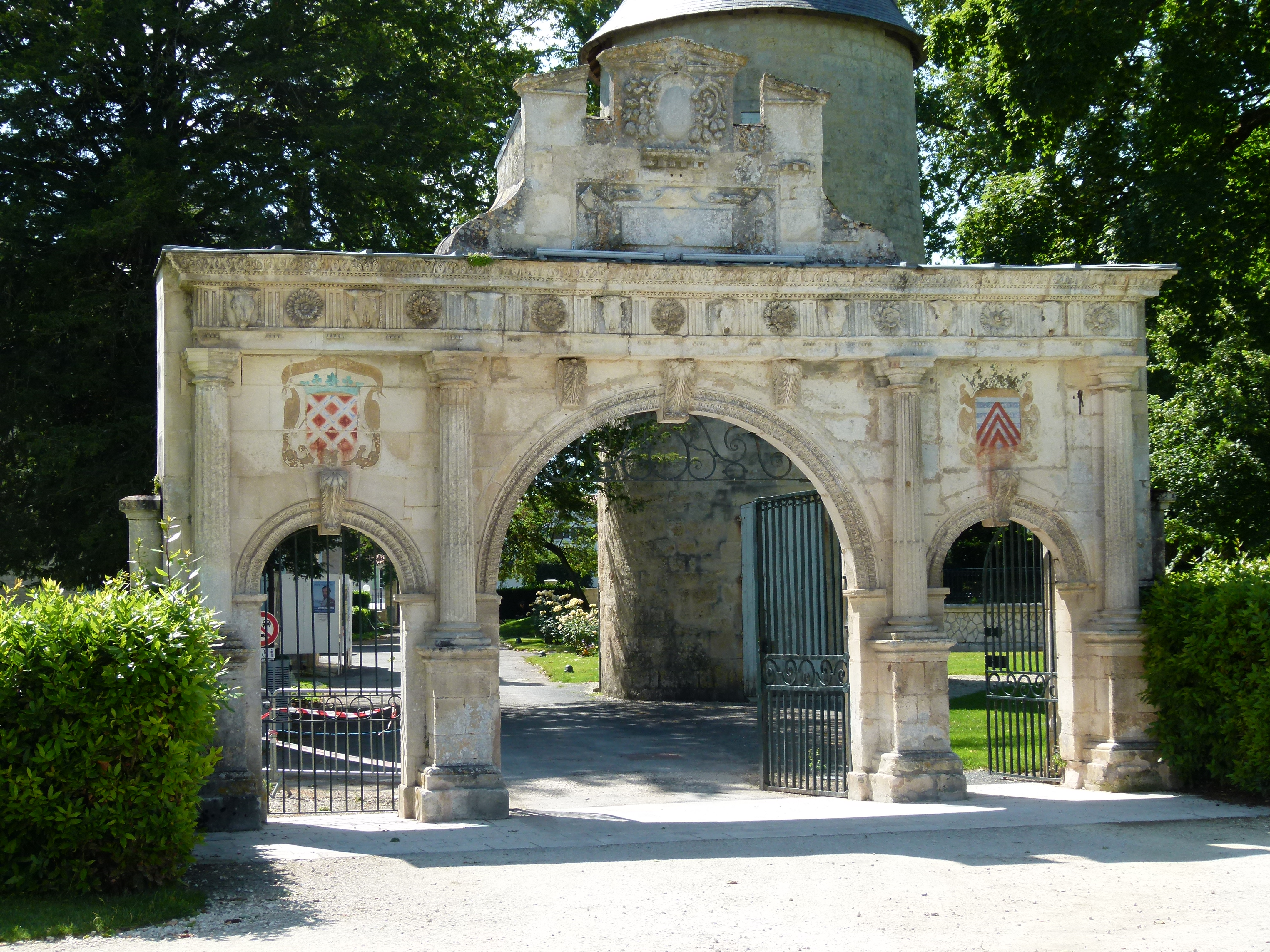
La porte Renaissance date en fait du XVIIe siècle mais est dotée d'une ornementation typique de la période de la Renaissance.

La porte Renaissance est une belle construction réalisée au XVIIe siècle, mais dont la décoration est empruntée au siècle précédent, celui de la Renaissance. Cette porte était destinée à marquer l’entrée du domaine privé du château. À l’origine, il y avait seulement une porte cochère en plein cintre et une porte piétonne, également en plein cintre, à sa droite. La reconstruction du portillon de gauche, destiné à compléter la symétrie de l’ensemble, est de construction beaucoup plus récente.
- La tour Hélène

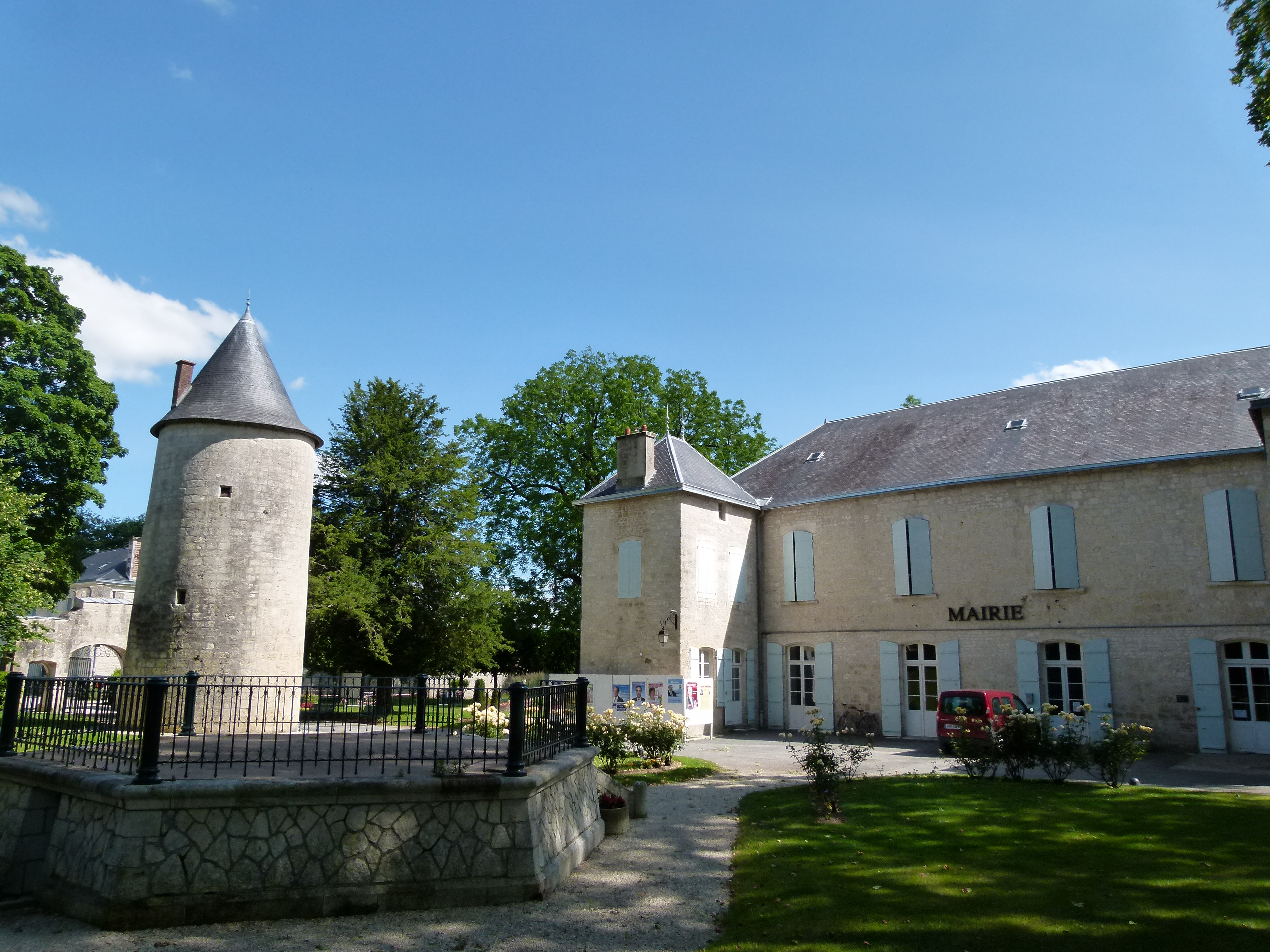
La tour Hélène fait face au château de Surgères.

Il s'agit d'une tour isolée au milieu du parc et qui fait face au château et à la porte Renaissance. Elle est nommée "Tour Hélène" en hommage à Hélène de Fonsèque, dame de Surgères et muse de Ronsard. Cette tour ronde est en fait un vestige de l'important château de pierre qui avait été édifié au cours du XIIe siècle. Pendant la période médiévale, le château était flanqué de huit tours toutes semblables à la tour Hélène.
- L'ancien logis seigneurial

Le logis seigneurial qui abrite la mairie est le château du début du XVIIIe siècle, vendu à la ville en 1856 par la veuve du baron Coupé, dernier propriétaire du château et de ses dépendances.
Ce château fut construit par François de la Rochefoucaud, fils cadet de Charles François, marquis de Surgères, qui avait acheté à ses parents la baronnerie de Surgères. Il remplaça le « donjon mal logeable » dont parle un manuscrit cité par l’ingénieur Masse en 1703.

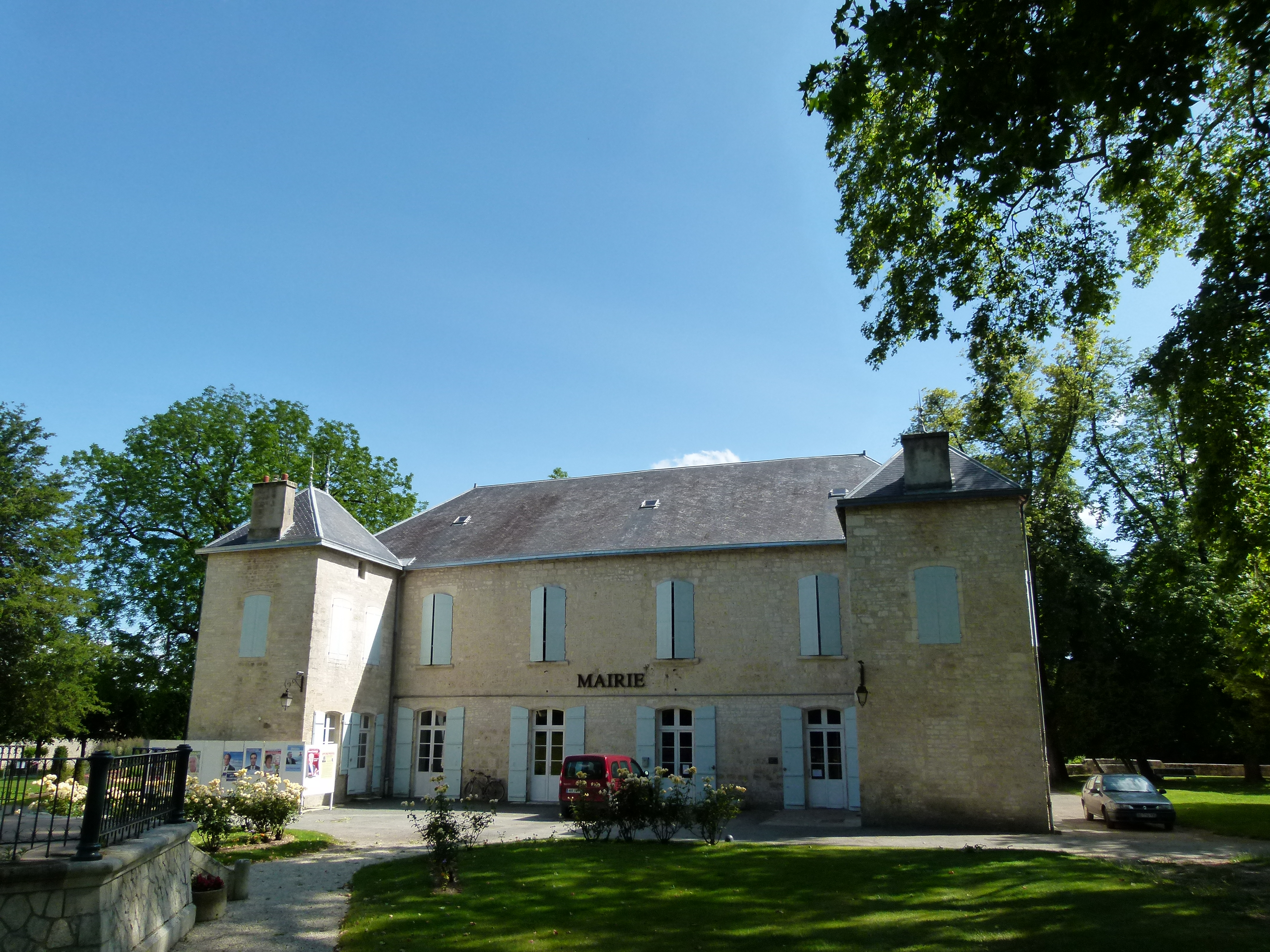
Le logis seigneurial abrite la mairie de Surgères depuis 1856.

Au moment de la construction, c’était un manoir rectangulaire, aux murs épais. Construit avec les pierres du vieux château, il comprend trois appartements principaux s’ouvrant au midi sur les jardins, par de larges portes-fenêtres à double battant. La pièce centrale, aujourd’hui salle des mariages, est ornée de jolies boiseries de style Renaissance. Au nord, un bel escalier de pierre conduit à l’étage vers trois belles salles aux nombreuses fenêtres. Les deux pavillons qui donnent à la construction un plan en fer à cheval furent ajoutés plus tard. Les toitures sont couvertes d’ardoises. L’ensemble conserve un aspect très sobre, presque sévère, mais qui ne manque pas d’élégance.
- Le parc de l'ancien château

Ce magnifique parc, composé de majestueux marronniers plus que centenaires, est un site classé depuis 1828.

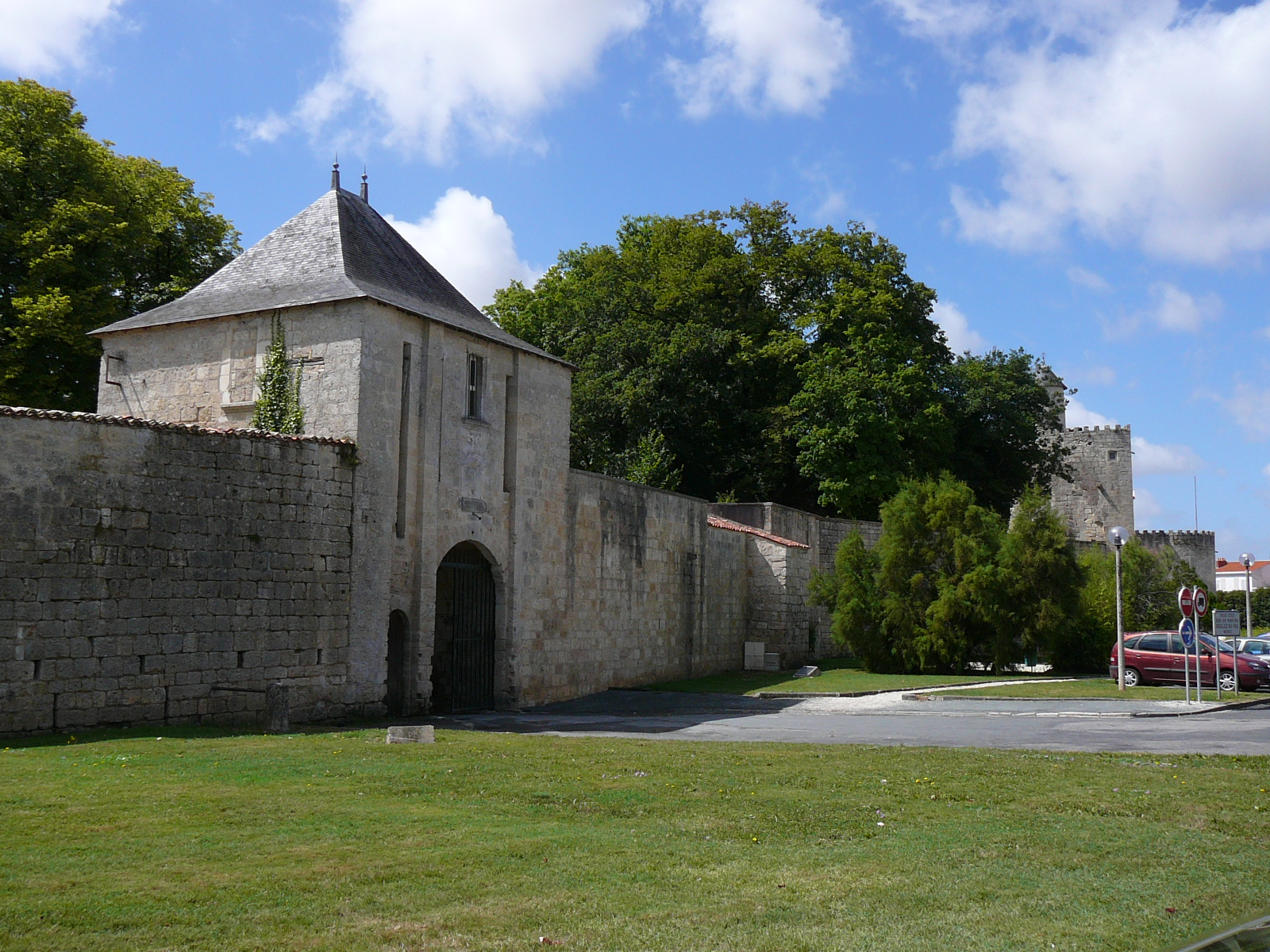
Les remparts et le porche d'entrée dans le domaine du château.
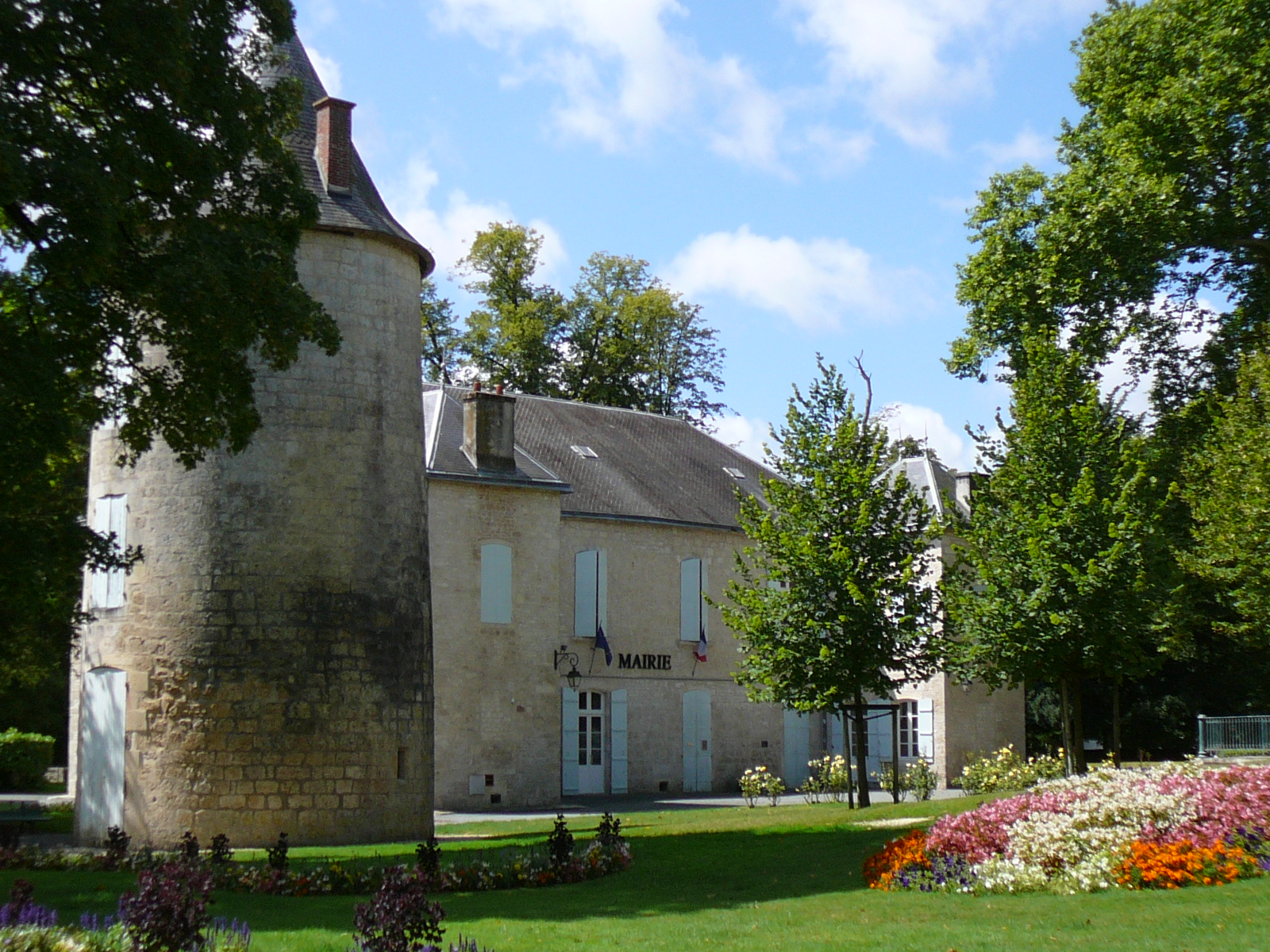
La mairie et la tour Hélène.
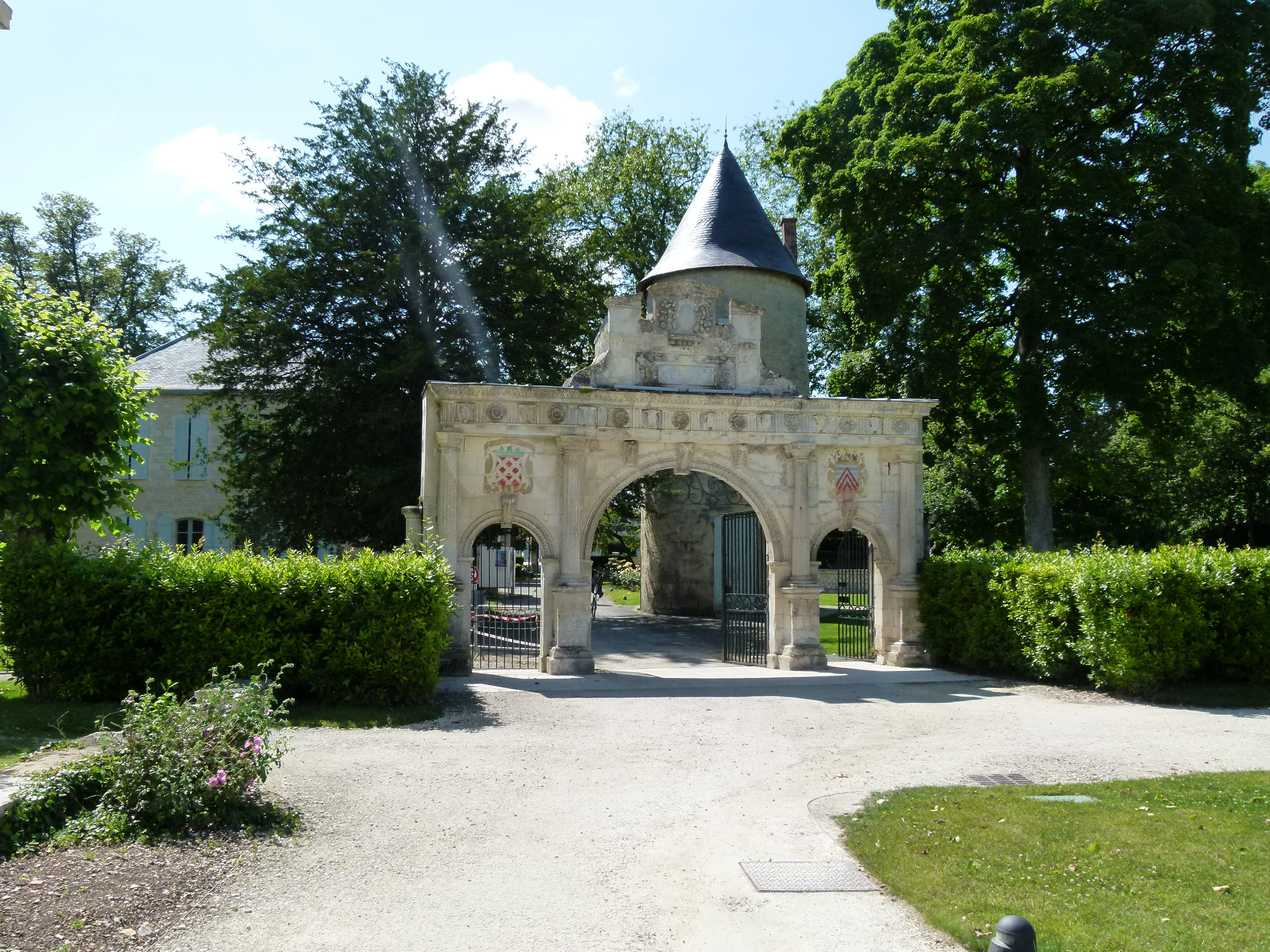
La porte Renaissance et au fond la tour Hélène.

## Visites
Le château de Surgères et son parc classé sont accessibles librement aux visiteurs par deux entrées donnant sur des parkings aménagés, l'une par le châtelet - entrée ouest - et l'autre par un portail en fer forgé ouvert dans la journée - entrée sud.
Le château de Surgères est également inscrit dans la Route historique des trésors de Saintonge, circuit de découverte des monuments de la Saintonge.

## Sources et références
1. ↑  ´´Statistique du département de la Charente-Inférieure´´Améric-Jean-Marie Gautier, 1839
2. ↑  Les remparts Notice no PA00105274, sur la plateforme ouverte du patrimoine, base Mérimée, ministère français de la Culture
3. ↑  La porte de la ville Notice no IVR31_MH0002500, sur la plateforme ouverte du patrimoine, base Mémoire, ministère français de la Culture
4. ↑  Surgères (Ouvrage collectif), Office de Tourisme de Surgères, 1993, p.84
5. ↑  Surgères (Ouvrage collectif), Office de Tourisme de Surgères, 1993, p.78
6. ↑  La porte Renaissance Notice no IVR31_MH0002501, sur la plateforme ouverte du patrimoine, base Mémoire, ministère français de la Culture
7. ↑  La tour Notice no IVR31_56P01403, sur la plateforme ouverte du patrimoine, base Mémoire, ministère français de la Culture
8. ↑   « Le parc », notice no IA17008893, sur la plateforme ouverte du patrimoine, base Mérimée, ministère français de la Culture.